# Paul Reaney
Paul Reaney (nascido em 22 de outubro de 1944, em Fulham, Londres) é um ex-jogador de futebol que jogou no Leeds United e no Bradford City e pela Seleção Inglesa, ele jogava principalmente como um lateral direito.

## Leeds United
Ele mudou-se para o West Riding of Yorkshire de Londres quando criança e deixou a escola aos 15 anos. Ele era um mecânico, antes de Don Revie o contratar para as divisões de base do Leeds. Reaney fez sua estreia profissional pouco antes de seu aniversário de 18 anos e fez 35 jogos na sua primeira temporada e foi parte da equipe que venceu a Segunda Divisão em 1964.
Na temporada 1964-1965, Reaney perdeu apenas um jogo da Liga e marcou o primeiro de seus gols, nessa temporada o Leeds terminou como vice-campeão no Campeonato Inglês e na FA Cup; o Manchester United conquistando o título da liga e o Liverpool venceu a FA Cup.
Reaney rapidamente ganhou uma reputação como um defensor ferozmente competitivo e disciplinado, capaz de marcar  os mais talentosos atacantes - George Best classificou Reaney como um dos dois melhores defensores com os quais ele jogou. 
Em 1967-68, o Leeds ganhou a Copa da Liga Inglesa e a Taça das Cidades com Feiras e em 1968-69 ganhou o título do Campeonato Inglês. 
Em 1969-70, o Leeds quase conquistou a "tríplice coroa" ganhando a Liga, a FA Cup e a Liga dos Campeões, mas Reaney acabou sofrendo uma lesão na perna em um jogo contra o West Ham e perdeu o final da temporada - Isso contribuiu para que Leeds perdesse os três troféus. Além disso, a lesão na perna significou que Reaney não pode jogar a Copa do Mundo de 1970 no México.
Ele voltou a jogar na temporada 1970-71 e faz 18 partidas na Liga e fez parte da equipe que ganhou sua segunda Taça das Cidades com Feiras, mas perdeu o Campeonato Inglês  novamente. Na temporada 1971-72, ele fez parte do time que ganhou a FA Cup, mas perdeu o Campeonato Inglês mais uma vez.
A carreira do Reaney com o Leeds passou dos 500 jogos em 1973-74. Reaney estava na equipe que foi até a final da Liga dos Campeões em 1974-75, mas foi controversamente derrotada por 2-0 pelo Bayern de Munique.

## Bradford City e Newcastle KB United
Reaney continuou a jogar em Elland Road até o final da temporada 1977-78, quando depois de 745 jogos com a camisa do Leeds, se transferiu gratuitamente para o Bradford City. Reaney ainda se transferiu para a Austrália jogar no Newcastle KB United e se aposentou logo depois.

## Carreira Internacional
Em 1968, Reaney jogou seu primeiro jogo pela Inglaterra em um jogo contra a Bulgária. A partir desse momento, ele foi selecionado regularmente para o time da Inglaterra (apesar de ser reserva) até que uma lesão em 1970 o impedisse de jogar na Copa do Mundo de 1970.
Depois de se recuperar em 1971, ele jogou mais dois jogos pela Inglaterra.

## Títulos
- Primeira Divisão da Inglaterra: 1968-69 e 1973-74
- Segunda Divisão da Inglaterra: 1963-64
- FA Cup: 1972
- Football League Cup: 1968
- FA Charity Shield: 1969
- Taça das Cidades com Feiras: 1968 e 1971